# Gouesnac’h
Gouesnac’h település Franciaországban, Finistère megyében. Lakosainak száma 2765 fő (2022. január 1.). Gouesnac’h Clohars-Fouesnant és Pleuven községekkel határos.

## Népesség
A település népességének változása:
| Lakosok száma | 835  | 1487 | 1769 | 2445 | 2679 | 2752 | 2769 | 2786 | 2781 | 2765 |
|               | 1968 | 1982 | 1990 | 2006 | 2013 | 2015 | 2017 | 2019 | 2020 | 2022 |